# پتر داس
پتر داس، (به انگلیسی: Petter Dass) متولد حدود سال ۱۶۴۷ میلادی در استان نورلاند و متوفی ۱۷ اوت ۱۷۰۷ میلادی در الستاهاگ،  کشیش، شاعر و نویسندهٔ نروژی بود. پتر داس، زمانی که تنها ۴۲ سال داشت، کشیش ارشد الستاهاگ، ثروتمندترین منطقه در جنوب استان نورلاند شد. سفرهای متعدد وی، الهام بخش او در خلق معروفترین اثرش به نام شیپور نورلاند، بودند. این اثر بسیار مشهور، نوشتاری در وصف طبیعت شمال نروژ، تغییر فصول، زندگی انسان و حیوان و کار و کوشش اجتماعی است.
از پتر داس، همچنین اشعار و سرودهای مذهبی بسیاری به یادگار مانده‌است.

## آنچه از زندگی شخصی پترداس می دانیم
پترداس،   در استان نورلاند متولد شد. پدر وی یک تاجر اسکاتلندی و مادرش دختر یکی از کارداران دولت بود.
پترداس، ۲ تا ۳ سال در کپنهاگ در رشتهٔ الیهات  تحصیل کرد و بعد از طی امتحانات ضروری به عنوان کشیش فارغ التحصیل شد.
بعد از اتمام تحصیلات در دانمارک، پترداس، به  زادگاه خود در نروژ بازگشت. وی ابتدا  مدتی به عنوان معلم خصوصی مشغول به کار بود. سپس در حدود سال ۱۶۷۳ میلادی به عنوان پیشنماز به استخدام کلیسا درآمد.
در حدود سال ۱۶۸۲ میلادی به وی از طرف کلیسا مأموریت داده شد که در استان نورلاند سفر کرده و در حین سفر به عنوان کشیش در روستا های دورافتاده انجام وظیفه کند.
پترداس، سرانجام به عنوان کشیش ارشد در شهرستان الستاهاگ، ساکن شد. در سال ۱۶۸۹ میلادی پترداس، یک کشیش و شاعر معروف بود که بسیاری در نروژ، در مورد او و اشعار و سفرهایش شنیده بودند.
سبک نوشتاری  پترداس، از یک طرف یادآور متون کلاسیک مدارس لاتین مذهب لوتری بود و از طرف دیگر نشانه های رشد ریشه های  فرهنگ و زبان ملی  در آن پیدا بود.